# رهوة ذي ناخب (يافع)

تعديل مصدري - تعديل

رهوة ذي ناخب هي إحدى قرى عزلة لبعوس بمديرية يافع التابعة لمحافظة لحج، بلغ تعداد سكانها 253 نسمة حسب تعداد اليمن لعام 2004.